# مزدور (فیلم)
مزدور (انگلیسی: The Hireling) فیلمی به کارگردانی الن بریجز است که در سال ۱۹۷۳ منتشر شد. از بازیگران آن می‌توان به رابرت شاو، سارا مایلز و الیزابت سلرز اشاره کرد. فیلم در همین سال برنده نخل طلایی جشنواره فیلم کن شده‌است.